# Parc Alexandria
Pour les articles homonymes, voir Alexandria (homonymie).
Le parc Alexandria, ou parfois Alexandrie en français, est un parc de 115 ha situé dans le site de Peterhof, près de Saint-Pétersbourg en Russie. Il se trouve dans la partie orientale du parc inférieur de Peterhof, dont il est séparé par un mur de pierres.

## Historique
Le parc se trouve à l'emplacement d'anciennes parcelles de terrain ayant appartenu à des favoris de Pierre le Grand qui leur en avait fait don, puis elles furent achetées et réunies par le prince Menchikov en 1726 qui y fait bâtir une demeure de plaisance baptisée Mon Courage. Lorsqu'il perdit la faveur de la cour, le domaine passa aux princes Dolgorouki, ses opposants politiques.
L'impératrice Anne en fait l'acquisition en 1733 pour constituer un domaine de chasse, dénommé en allemand le Jagdgarten. On y chasse le cerf, le sanglier, le lièvre, etc. et l'on construit dans la partie basse un petit pavillon de bois, intitulé le Temple, d'où l'impératrice pouvait tirer sur les bêtes, rabattues par ses gens et leurs meutes de chiens courants. Dans les années 1770, Tsarskoïe Selo est préféré à Peterhof, comme résidence impériale, et le domaine de chasse est délaissé. Il ne reste plus que quelques cerfs et une partie du territoire devient un terrain de manœuvre du régiment des dragons de la garde. La maison de plaisance de Menchikov est en ruines à la fin du siècle et le pavillon de bois détruit.

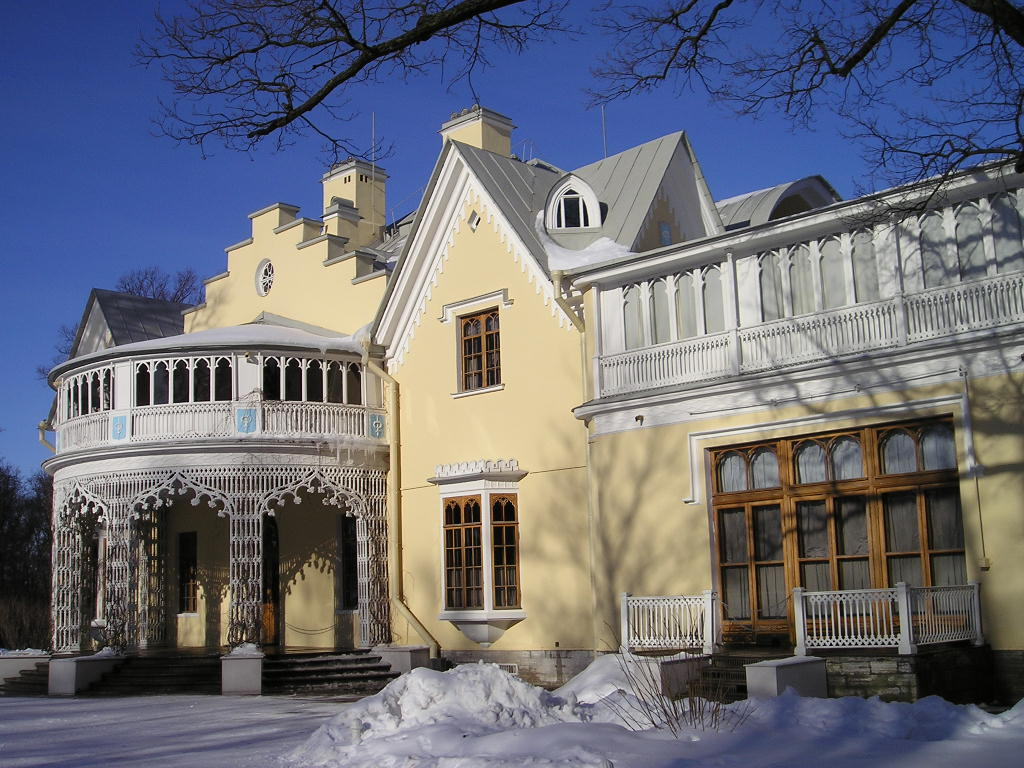
Vue du Cottage d'été de l'impératrice Alexandra, en hiver

Nicolas Ier, en accédant au trône, renomme le parc en Alexandria en hommage à son épouse Alexandra, née princesse de Prusse, et lui en fait don. De grands travaux commencent en 1826: construction d'un cottage d'été à l'anglaise par Adam Menelas, dessins d'allées, d'alignements d'arbres, aménagement d'un parc romantique, etc. Les travaux se poursuivent jusqu'en 1829. Le cottage, de style néogothique, se présente sous la forme d'un bâtiment de taille modeste à un étage, agrémenté de balcons et de terrasses. Alexandra fait mettre sur la façade son blason personnel (créé par le poète Vassili Joukovski), une épée nue passant à travers une couronne de roses blanches. Pour souligner encore le caractère idyllique de la résidence, l'architecte Menelas fait construire à côté entre 1829 et 1831, une ferme, avec une petite étable, des pièces d'habitation pour des vachers et bergers, des cuisines et des granges, etc. L'ensemble de la ferme est transformé en 1859 par Stackenschneider, architecte d'Alexandre II).
Le parc est dessiné et aménagé pendant vingt ans de travaux par l'architecte paysagiste Peter Erler. Il est entouré de murs qui le séparent du parc inférieur de Peterhof, et l'on y accède par trois portails, la porte du gibier, la porte Saint-Nicolas et la porte maritime. De l'autre côté se trouve le domaine de Znamenka, autrefois propriété du grand-duc Pierre de Russie. La partie sud du parc longe la grand-route de Saint-Pétersbourg-Oranienbaum, et la partie nord longe les rives du golfe de la Baltique.

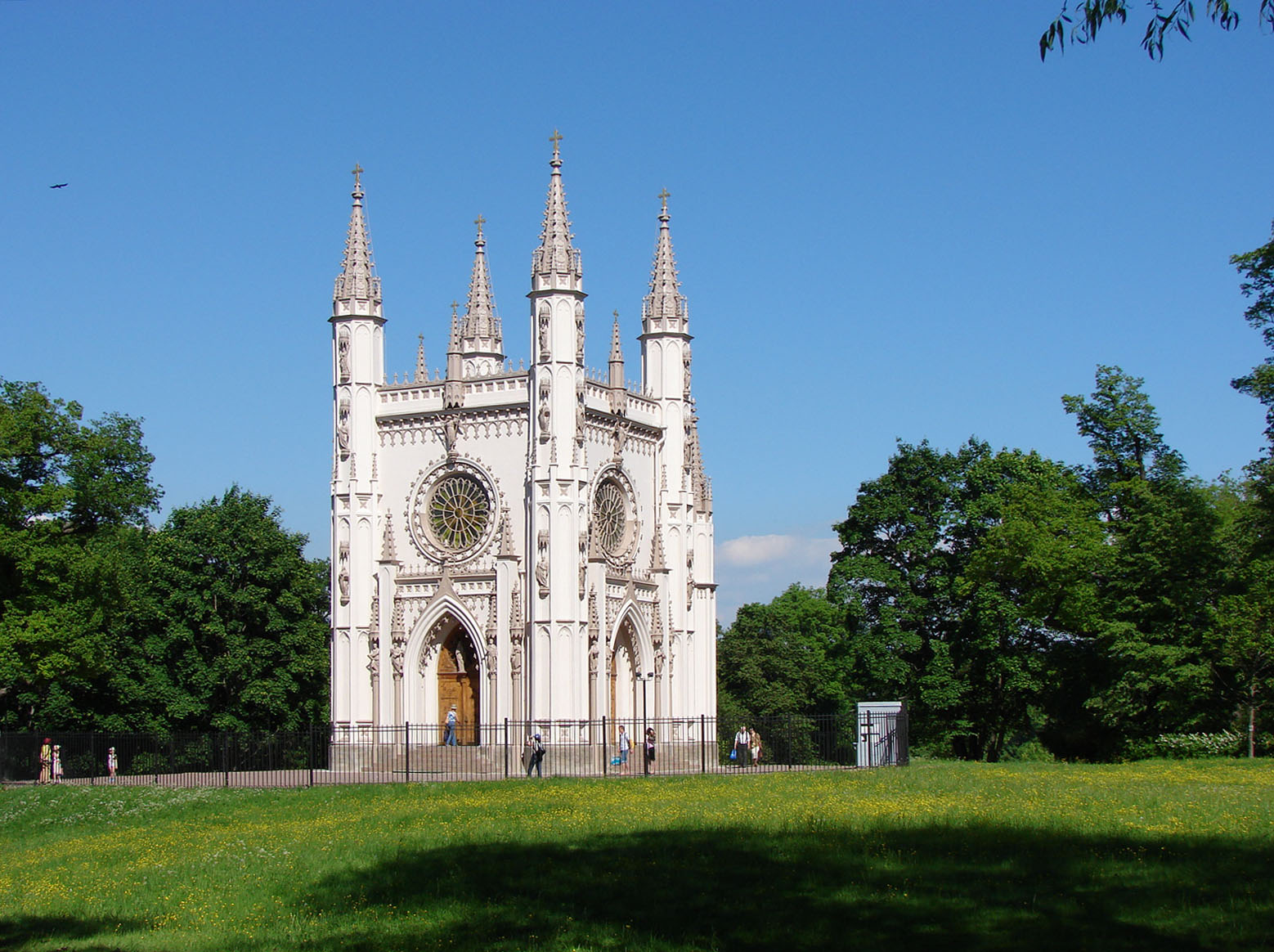
Vue de la chapelle néogothique

La chapelle Saint-Alexandre-Nevski, dite chapelle néogothique, construite en 1831-1834, est l'un des éléments les plus originaux du parc. Elle servait de chapelle familiale à la famille impériale pendant l'été.
Nicolas II fait construire pour les séjours estivaux de la famille impériale, le palais inférieur (ou palais nouveau) (Nijny Dvoretz), résidence d'été de trois étages. L'empereur aimait y mener une vie familiale calme et retirée. La demeure se trouve sur la rive de la Baltique, au nord-est du parc. C'est ici que fut signé le manifeste décrétant la mobilisation générale pour la Première Guerre mondiale (appelée autrefois Guerre impérialiste par l'historiographie soviétique). Le couple impérial y séjourna de 1895 à 1916 tous les étés. C'est ici que naquit leur fils unique, le tzarévitch Alexis, le 30 juillet 1904.
Le parc et ses bâtiments est ouvert au public dans les années 1920. On construit près de la ferme un petit obélisque pyramidal de granite en 1932 en l'honneur des ouvriers d'autrefois ayant construit Peterhof. La résidence d'été de Nicolas II, le palais inférieur, est transformé en maison de vacances de la Guépéou en 1926, devenue NKVD en 1934.
Le parc est occupé à partir de 1941 par les Allemands et les bâtiments sont saccagés, toutefois le Cottage n'est pas détruit. Le mobilier et les collections des différents palais et maisons avaient pu être mis à l'abri dans leur majeure partie, avant le terrible blocus de Léningrad.
Toutefois le palais de Nicolas II, fort endommagé, est finalement détruit au début des années 1960.
L'ensemble est restauré pour le tricentenaire de Saint-Pétersbourg en 2003. La ferme, après un incendie en 2005, abrite à nouveau diverses collections pour le public.

## Notes

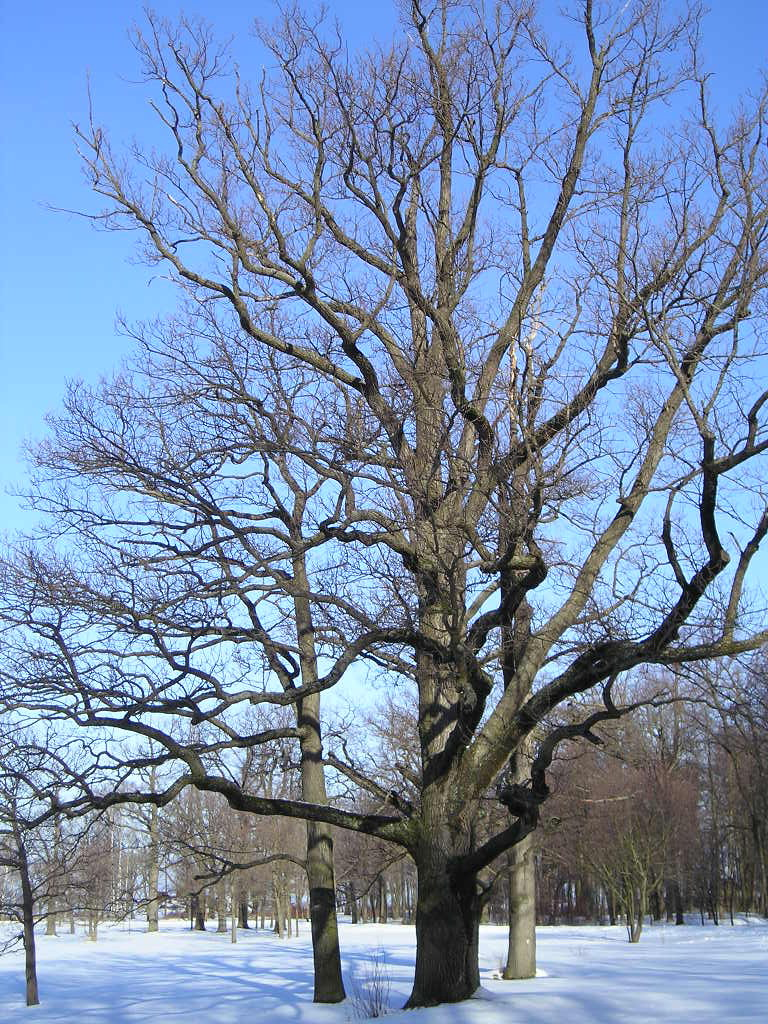
Le parc en hiver

## Source
- (ru) Cet article est partiellement ou en totalité issu de l’article de Wikipédia en russe intitulé « Александрия (дворцово-парковый ансамбль) » (voir la liste des auteurs).